# Emberfogó (fegyver)

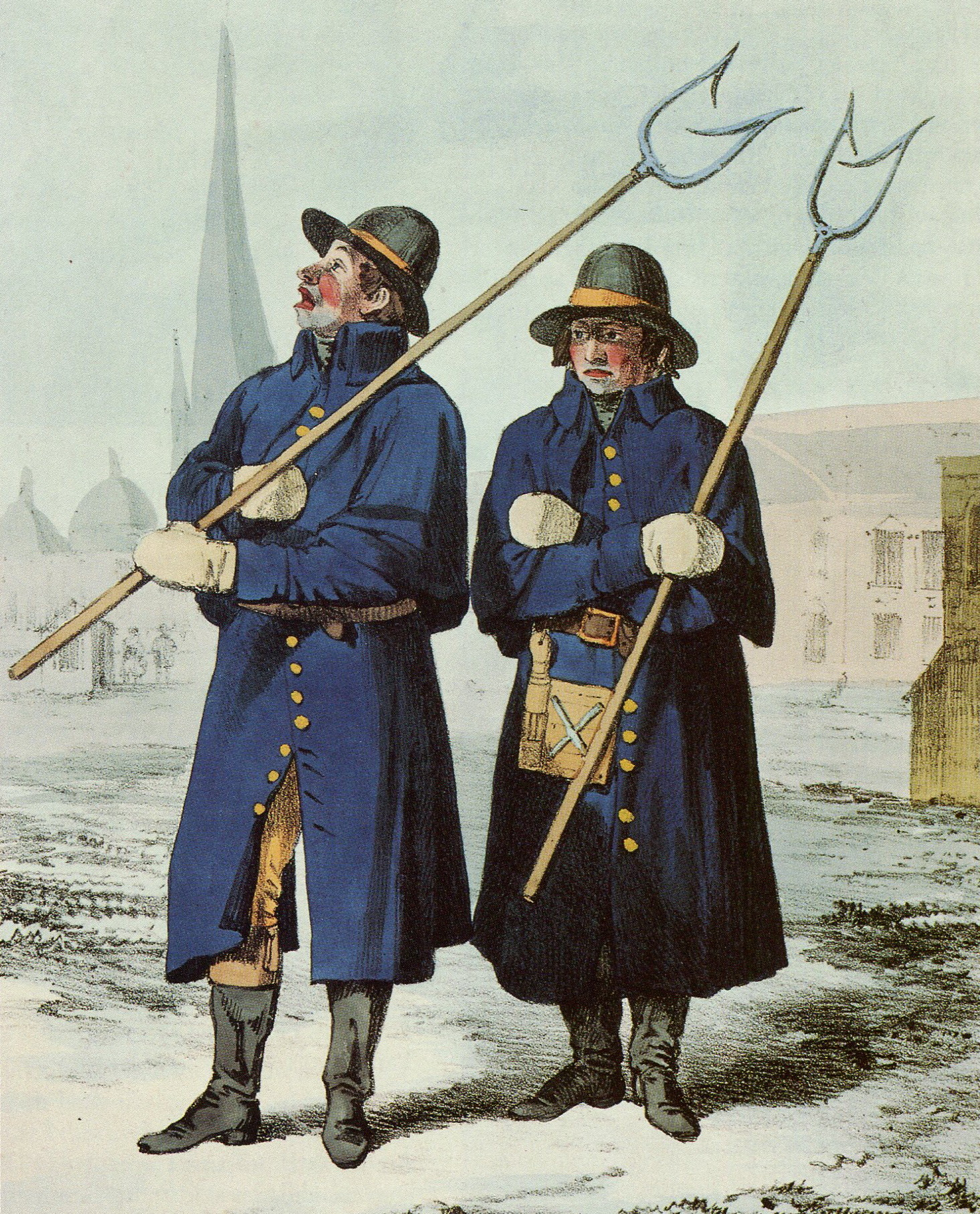
Svéd tűzoltók emberfogókkal, Stockholm, 1822.

Az emberfogó (ismert még emberelfogó vas vagy németül Menschenfänger néven is) egy rúdfegyver, melyet elsősorban személyek, jellemzően lovagok élve történő elfogására használtak.

## Történelem

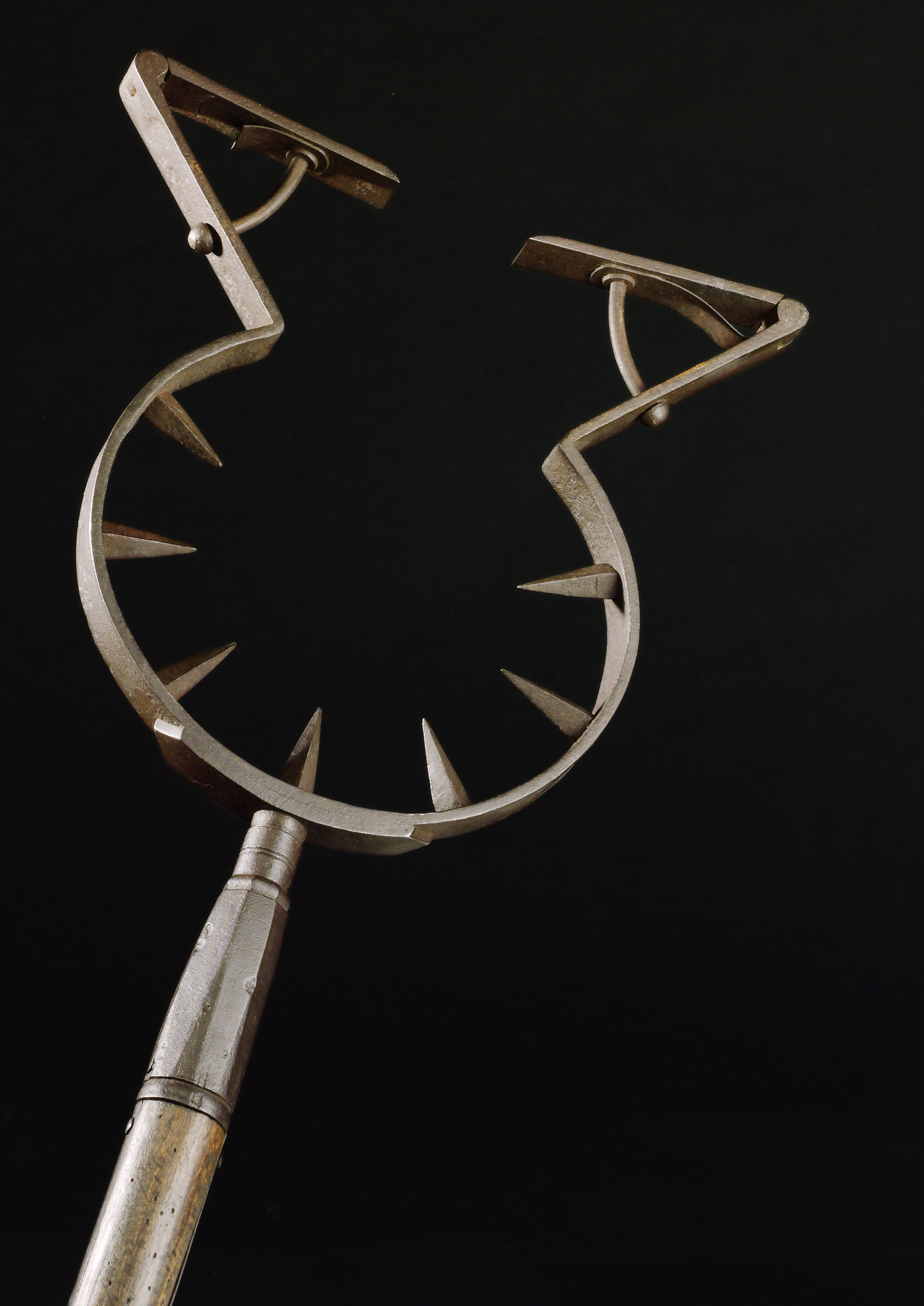
Emberfogó Henry Wellcome gyűjteményéből

Európában még a 18. században is használták. Az európai kialakítás egy kétágú fejjel ellátott rúdból állt. Mindkét ág félkör alakú volt, elöl egy-egy rugós "ajtóval". Ez egy hatékony szelepet hozott létre, amely lehetővé tette, hogy a gyűrű egy ember nagyságú henger körül haladjon, és csapdában tartsa azt. Az emberfogót elsősorban arra használták, hogy lóhátról lerántsanak egy embert, és a földre húzzák, ahol tehetetlenül a földhöz lehetett szegezni. Ez az egyik kevés példa a kevésbé halálos rúdfegyverekre.
A kialakítás feltételezi, hogy az elfogott személy páncélt visel, hogy megvédje őt a fémtüskéktől, amelyek könnyen megsebezhetik a páncél nélküli személy nyakát. Az emberfogót erőszakos foglyok csapdába ejtésére és megfékezésére is használták.
Az Edo-kori japánban a sodegarami, tsukubo és sasumata fegyvereket használták a bűnüldöző szervek a gyanúsítottak elfogására. A sasumata hasonlított leginkább egy emberfogóra, mivel villás fejét úgy tervezték, hogy a gyanúsított nyakát, lábát, karját vagy ízületeit a falhoz vagy a földhöz szorítsa.

## Modern változatok

### Japán

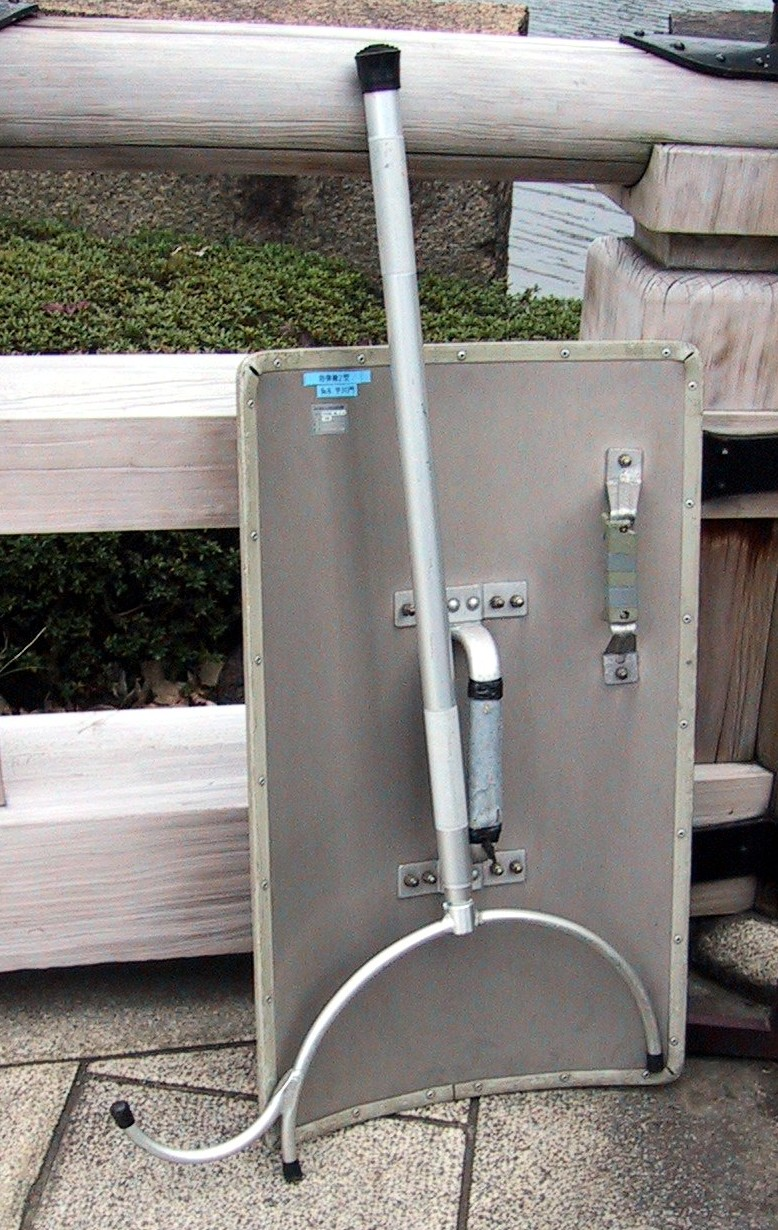
Modern sasumata emberfogó, amelyet a japán rohamrendőrök használnak

Míg más emberfogók már nincsenek használatban, a sasumata (a fent leírtak szerint) jelenleg olyan modern változatokkal rendelkezik, amelyek félig hajlékonyak, párnázottak, tompa végpontokkal és más, kissé módosított geometriával rendelkeznek, amelyek célja, hogy jelentősen csökkentsék a lefogott civilek sérülésének esélyét. Ezeket a változatokat nem katonák általi használatra tervezték - konkrétan a lóháton ülő japán rohamrendőrség számára tervezték. Ilyen esetben a lovas rohamrendőrök jellemzően sorban egymás mellett helyezkednek el, és egy sor felemelt sasumata-t használnak a nagy tömegek visszatartására. Ezek a lovas rohamrendőrök a Japán Nemzeti Rendőrségi Ügynökségnek tartoznak. Mivel Japánban ritkán törnek ki komoly zavargások, a modern sasumata ritkán kerül alkalmazásra. Ennek ellenére a szükséges kiképzést naprakészen tartják.

### Kína
Kínában a vasútállomásokon és repülőtereken a személyzet rendelkezésére áll egyfajta zárható emberfogó, amellyel nem halálos kimenetelű módon lehet elfogni és lefogni az egyéneket.
Néhány alsó- és középiskolában a biztonsági őrök nem zárható változatokkal vannak felszerelve, amelyek célja, hogy megragadják egy személy derekát, vagy megakadályozzák a továbbhaladását. Ez lényegében egy kétágú, U alakú villa, amely egy rúdból áll ki.

### India és Nepál
Az indiai COVID-19 járvány idején a chandigarhi rendőrség egy emberfogóra emlékeztető mechanikus eszközt vetett be, hogy a gyanúsítottakat biztonságos társadalmi távolságtartás mellett elfogja. Úgy alkották meg, hogy egy személy derekán lehessen használni. "Társadalmi távolságtartó fogónak" vagy "lezárás-eltörő fogónak" nevezték el. Az ötletet a nepáli rendőrségtől vették, ahol a rendőrök állítólag több mint 1400 gyanúsítottat tartóztattak le egy hasonló "többfunkciós elfogóeszköz" segítségével. Az emberfogókat más célokra is használták, például holttestek kihúzására a vízből. A fő különbség a két változat között az, hogy az Indiában használtak a személy derékbőségétől függően bővítik a bilincs méretét.

## Látsd még
- Szerzeteslapát, egyik vége hasonló funkciójú, de állatokkal szemben.

## Fordítás
Ez a szócikk részben vagy egészben  a   Man catcher című angol Wikipédia-szócikk ezen változatának fordításán alapul.  Az eredeti cikk szerkesztőit annak laptörténete sorolja fel. Ez a jelzés csupán a megfogalmazás eredetét és a szerzői jogokat jelzi, nem szolgál a cikkben szereplő információk forrásmegjelöléseként.